# مايكل ميسا
مايكل ميسا (بالإسبانية: Maikel Mesa)‏ (4 يونيو 1991 بسانتا كروث دي تينيريفه في إسبانيا - ) هو لاعب كرة قدم إسباني في مركز الوسط. لعب مع أوساسونا وخيمناستيك طركونة وراسينغ فيرول ونادي ميرانديس وCD Laguna de Tenerife ‏.

## روابط خارجية
- مايكل ميسا على موقع قاعدة بيانات كرة القدم.إي يو (الإنجليزية)
- مايكل ميسا على موقع Soccerway.com (الإنجليزية)
- مايكل ميسا على موقع عالم كرة القدم.نت (الإنجليزية)
- مايكل ميسا على موقع AS.com (الإسبانية)